# Manteltarifvertrag für Arbeiterinnen und Arbeiter des Bundes und der Länder
| Basisdaten                                               | Basisdaten                                                                  |
| -------------------------------------------------------- | --------------------------------------------------------------------------- |
| Titel:                                                   | Manteltarifvertrag für Arbeiterinnen und Arbeiter des Bundes und der Länder |
| Abkürzung:                                               | MTArb                                                                       |
| Unterzeichnung:                                          | 6. Dezember 1995                                                            |
| Inkrafttreten:                                           | 1. März 1996                                                                |
| Letzte Änderung durch: 1)                                | Tarifeinigung 31. Januar 2003                                               |
| Inkrafttreten der letzten Änderung: 1)                   | 1. Januar 2003                                                              |
| Außerkrafttreten:                                        | 31. Oktober 2006                                                            |
| 1) Bitte beachten Sie den Hinweis zur geltenden Fassung! |                                                                             |

Der MTArb – Manteltarifvertrag für Arbeiterinnen und Arbeiter des Bundes und der Länder war in Deutschland vom 1. März 1996 bis zum 30. September 2005 bzw. 31. Oktober 2006 die tarifvertragliche Grundlage für die der Arbeiterrentenversicherung unterliegenden Beschäftigten des Bundes und der Länder mit Ausnahme von Berlin und Bremen.
Der MTArb löste den Mantel-Tarifvertrag für Arbeiter des Bundes (MTB II) und den inhaltlich weitgehend identischen Manteltarifvertrag für Arbeiter der Länder (MTL II) vom 27. Februar 1964 ab.
Vertragspartner waren die Bundesrepublik Deutschland, vertreten durch das Bundesministerium des Innern und die Tarifgemeinschaft deutscher Länder (TdL) für die Arbeitgeberseite, sowie die Gewerkschaft Öffentliche Dienste, Transport und Verkehr (ÖTV), eine der Vorgängergewerkschaften von Verdi.
Der MTArb wurde seinerseits für den Bereich des Bundes am 1. Oktober 2005 durch den Tarifvertrag für den öffentlichen Dienst (TVöD) und für den Bereich der Länder am 1. November 2006 durch den Tarifvertrag für den öffentlichen Dienst der Länder (TV-L) abgelöst.
Neben dem MTArb und seinen Vorläufertarifverträgen bestand für den Bereich der kommunalen Arbeitgeber parallel der Bundesmanteltarifvertrag für Arbeiter gemeindlicher Verwaltungen und Betriebe (BMT-G II).